# 아이라 스타
아이라 스타(Ayra Starr, 2002년 6월 14일 ~ )는 나이지리아의 가수, 작곡가, 모델이다.

## 음반 목록

### 정규 음반
- 19 & Dangerous (2021)

### EP
- Ayra Starr (2021)